# Euhystricia nigra
Euhystricia nigra là một loài ruồi trong họ Tachinidae.